# Francuzi w Polsce
Francuzi w Polsce – osadnictwo Francuzów na ziemiach polskich od X wieku do dzisiaj.

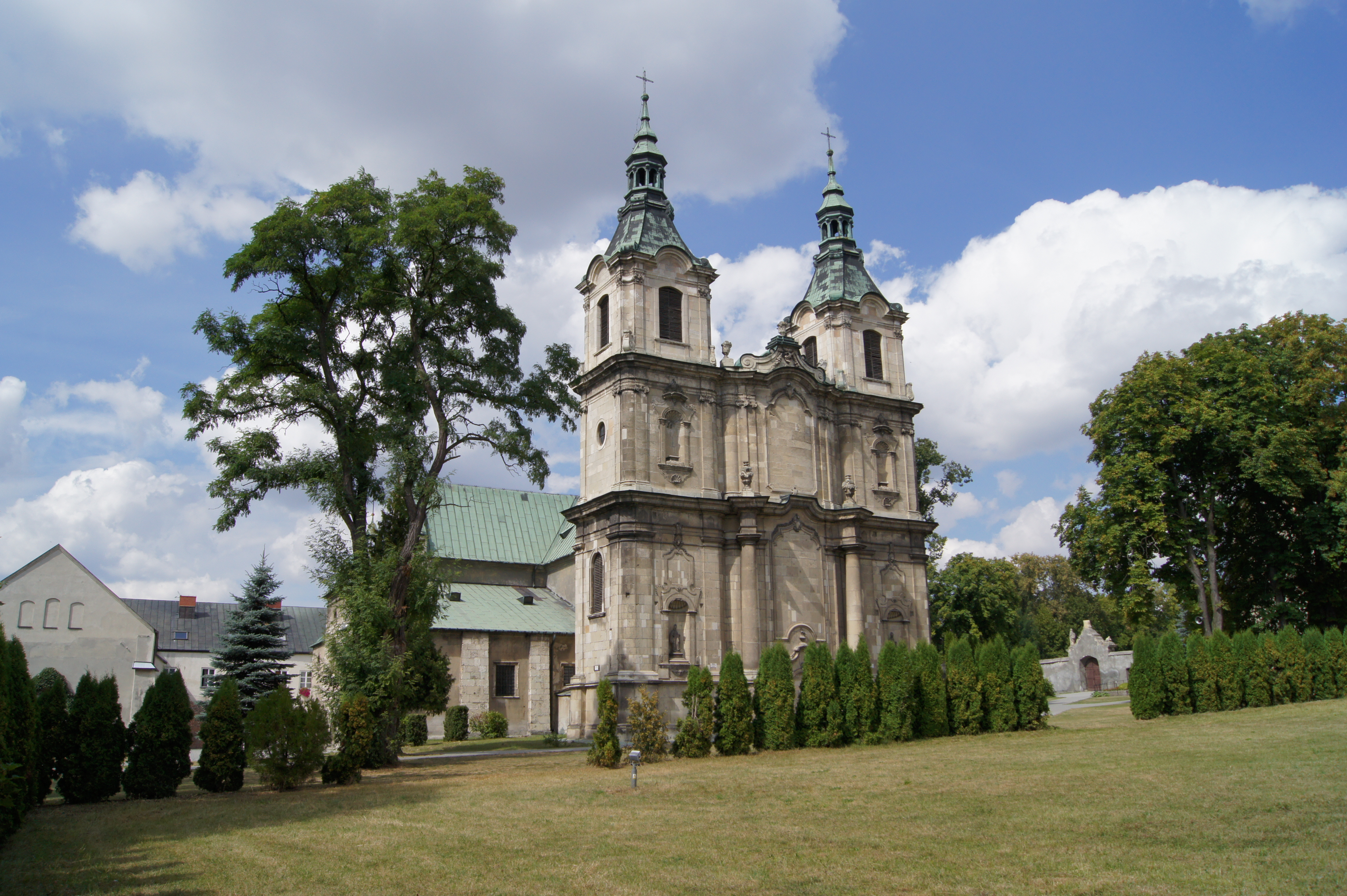
Archiopactwo Cystersów w Jędrzejowie, założone w XII wieku przez francuskich cystersów

Osadnictwo francuskie w Polsce było zawsze nieliczne i ograniczone przede wszystkim do specjalistycznych zawodów, związanych np. z handlem, służbą dworską, religią, wojskowością, nauczaniem lub dyplomacją.

## Średniowiecze
Pierwsi kupcy z północnej i wschodniej Francji (Flandria i Szampania) pojawili się na ziemiach polskich w X wieku, w czasach panowania Mieszka I, jednak duża odległość i trudności w porozumiewaniu się nie sprzyjały bliższym kontaktom ani osadnictwu. Dopiero chrzest Polski w 966 wprowadził znajomość łaciny oraz wspólną dla obu krajów religię (katolicyzm) i spowodował, że do Polski zaczęli przybywać pierwsi mnisi z terenu Francji. Przypuszczalnie zaliczał się do nich także Gall Anonim, autor Kroniki Polskiej z XII wieku. Kazimierz I Odnowiciel ufundował trzy opactwa benedyktyńskie (Tyniec, Mogilno i Łęczyca), podporządkowane opactwu w Cluny, skąd przybyło do Polski 12 mnichów. W 1149 przybyli z Morimond cystersi, zakładając klasztory: Jędrzejów w 1149, Sulejów w 1176, Wąchock w 1179 i Koprzywnica w 1185

## XVI-XVII wiek
Większa grupa Francuzów przybyła do I Rzeczypospolitej wraz z jej nowo wybranym królem Henrykiem Walezym (1573–1575); wśród licznej jego świty byli arystokraci np. Albert de Gondi, René de Villequier, Louis de Gonzague, Karol de Mayenne, François d’O. W okresie reformacji mieszkał w Polsce Piotr Stoiński (właściwie: Pierre Statorius), zmarły w 1591 w Krakowie – francuski działacz kalwiński i ariański, polemista innowierczy, pedagog, jeden z tłumaczy Biblii brzeskiej, autor pierwszego podręcznika gramatyki języka polskiego.

### Panowanie francuskich królowych Polski

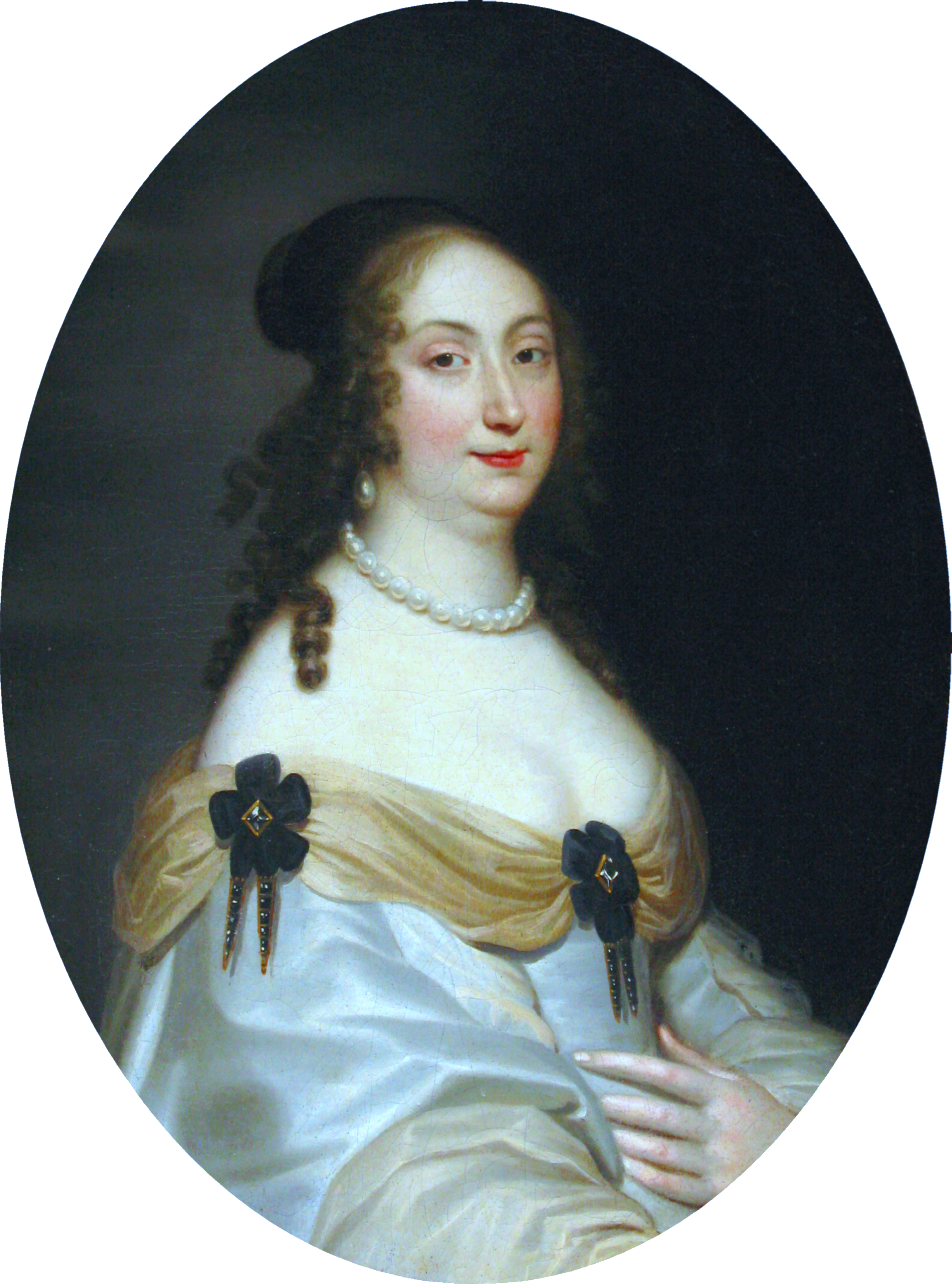
Królowa Polski Ludwika Maria Gonzaga ok. 1650

Chociaż panowanie Henryka Walezego było krótkotrwałym epizodem, to zapoczątkowało bliższe kontakty między obu krajami, utwalane kolejnymi królewskimi ślubami z Francuzkami: Ludwika Maria Gonzaga (1611–1667), żona dwóch polskich królów: Władysława IV i Jana II Kazimierza, posiadaczka starostwa grudziądzkiego w latach 1660–1667 i Maria Kazimiera de La Grange d’Arquien (Marysieńka, 1641–1716) żona króla Jana III Sobieskiego, posiadaczka starostwa brodnickiego w latach 1678–1698, i gniewskiego w latach 1696–1699.
Z tymi królowymi przybyła do Polski liczna świta służby, dworzan i arystokracji francuskiej. To spowodowało, że od drugiej połowy XVII w. znacznie zwiększyły się w Polsce wpływy kultury francuskiej. Warszawa, gdzie rezydowały francuskie królowe Polski, od 1646 (przybycie Ludwiki Marii Gonzagi) przyciągnęła z Francji licznych dworzan, służbę i karierowiczów poszukujących okazji do wzbogacenia się i przygody. Wśród świty królowej Ludwiki znajdowali się głównie Francuzi i to oni towarzyszyli jej we wszystkich zdarzeniach życia dworskiego. Oprócz lokajów, stajennych, rzemieślników, kupców, kucharzy i medyków, byli to agenci wywiadu, dyplomaci oraz damy dworu królowej. Aby zachować francuski charakter kuchni, strojów, umeblowania itp., królowała zaprosiła także kucharzy, pasztetników, fryzjerów oraz medyków. Szlachcice lub bogaci mieszczanie francuscy mogli otrzymać urząd dworski. Francuzi pełnili także funkcje skarbników, doradców i sekretarzy. Prawo uniemożliwiało im jednak jako cudzoziemcom obejmowania wysokich urzędów państwowych.

### Francuscy imigranci w XVII wieku
Do Polski przybywali także kupcy, rzemieślnicy i artyści francuscy, którzy pracowali na potrzeby dworu. Ich uprzywilejowana pozycja na dworze królewskim dawała im szerokie możliwości wzbogacenia się i długiego pobytu w Polsce (np. Pierre des Noyers, rodzina de Baluze). Podczas gdy niektórzy z nich opuszczali Polskę wraz ze zmianą stosunków między I Rzecząpospolitą a Francją (np. Buy, Tende, Corrade, Gallois), inni pozostawali (np. Marchand, Nollet, Dupont, Mesgnien). Kolonia francuska w Warszawie liczyła ponad tysiąc osób (co było dużą liczbą w ówczesnym 13-tysięcznym mieście) a najwięcej z nich zamieszkiwało Krakowskie Przedmieście. Królowa Ludwika Maria sprowadziła też z Francji trzy zgromadzenia zakonne (szarytki, wizytki, księża misjonarze) a kazania w języku francuskim wygłaszano w kościele Świętego Krzyża na Krakowskim Przedmieściu. Wielu Francuzów, w tym wielu dworzan z kręgu Ludwiki Marii, przetrwało mniej pomyślny dla nich okres rządów króla Michała Korybuta Wiśniowieckiego, stronnika Austrii. Wraz z elekcją Jana III Sobieskiego i jego francuskiej małżonki Marii Kazimiery d’Arquien pojawiły się dla nich nowe szanse kariery na dworze Sobieskich.

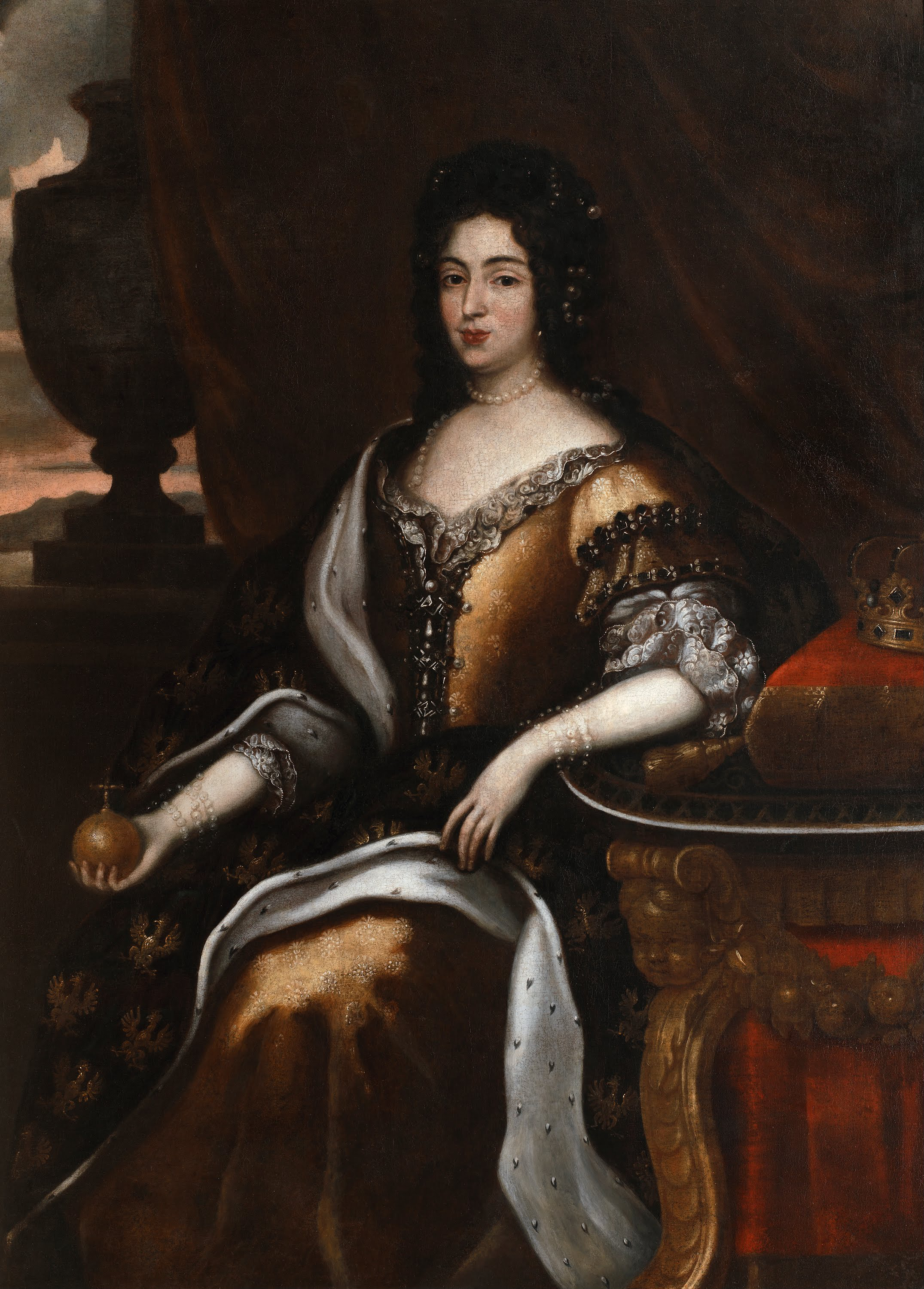
Królowa Polski Maria Kazimiera d’Arquien ok. 1676

Na 211 dworzan zatrudnionych w latach 1646–1667 – 103 było narodowości francuskiej, a na 12 dam dworu królowej Marii Kazimiery, 11 było Francuzkami. Oprócz perspektyw kariery i wzbogacenia się, dla niektórych Francuzów ważne były też powody religijne; po wojnie hugenockiej w 1629 sytuacja protestantów we Francji stale się pogarszała i zmuszała ich do emigracji.

### Wymiana handlowa z Francją
W XVII wieku znacznie ożywiła się wymiana handlowa między Polską a Francją. Pierwsza francuska placówka konsularna w Polsce powstała w 1610 w Gdańsku, a jej konsulem był Jean de La Blanque. Tym niemniej kupców francuskich przybywało niewielu, gdyż produkty francuskie (głównie wina) docierały do Gdańska zwykle za pośrednictwem innych kupców, przede wszystkim holenderskich.

## XVIII wiek
W XVIII wieku modne zaczęło być zatrudnianie francuskich guwernerów (nauczycieli) w polskich domach szlacheckich i magnackich. Oprócz funkcji nauczycielskich często wykonywali oni w sekrecie zlecenia polityczne, wywiadowcze i indoktrynacyjne, na polecenie ambasadora Francji w Warszawie (chodziło głównie o osłabienie wpływów saskich w Polsce). Na przykład w latach 1740–1745 guwernerem Adama Kazimierza Czartoryskiego był Louis-Adrien Duperron de Castera. Ambasador francuski w Warszawie Charles-François hrabia de Broglie polecił w 1755 Césara Félicité Pyrrhysa de Varille na wychowawcę synów Barbary Sanguszkowej. Étienne Dieudonné Chardon kawaler de Rieule był nauczycielem księcia Antoniego Barnaby Jabłonowskiego, a Hubert Vautrin był zatrudniony w latach 1777–1781 jako wychowawca przyszłego generała artylerii litewskiej Kazimierza Nestora Sapiehy.
Znany pisarz francuski Jacques-Henri Bernardin de Saint-Pierre spędził w Polsce dwa lata podczas bezkrólewia i w początkach panowania Stanisława Augusta Poniatowskiego a swoje trafne obserwacje i wrażenia zawarł w szkicu Podróż po Polsce. W konfederacji barskiej (1768–1772) licznie uczestniczyli żołnierze i wojskowi instruktorzy francuscy.
Pod koniec XVIII wieku zaczęli przybywać na ziemie polskie emigranci polityczni, uchodzących z Francji ogarniętej rewolucją, np. Alphonse Fortia de Piles i Louis de Boisgélin de Kerdu, którzy byli arystokratami, rojalistami i wojskowymi, a także księża katoliccy, m.in. Pierre-Nicolas Anot i François Malfillâtre, których zmusiła do wyjazdu odmowa przysięgi na cywilną konstytucję kleru.

## XIX wiek

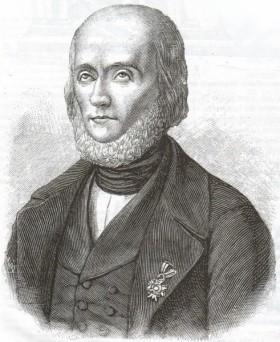
Philippe de Girard

### Król Ludwik XVIII w Warszawie (1801–1804)
Francuski król na wygnaniu Ludwik XVIII zimą 1801 pod nazwiskiem hrabiego Lille udał się z Mitawy do Warszawy, która wówczas należała do Prus. Tam w marcu zamieszkał w kamienicy Wasilewskiego na Krakowskim Przedmieściu wraz ze swoim dworem liczącym około czterdziestu osób. Wkrótce dołączyli do niego jego bratankowie: książę Angoulême i książę Berry. Następnie król przeniósł się do Pałacu Kazanowskich, a wiosną 1801 gubernator pruski udostępnił dworowi królewskiemu Domek Biały w Łazienkach jako letnią rezydencję. We wrześniu 1803 do króla Ludwika dołączyła jego małżonka. Po ogłoszeniu Napoleona cesarzem Ludwik, obawiając się zamachu na swoje życie, 25 lipca 1804 wyjechał z Warszawy do Kalmaru. Królowa pozostała w Łazienkach aż do kwietnia 1805 jako zakładniczka niespłaconych długów królewskich. Księżniczka Ludwika Adelajda Burbon-Condé wstąpiła w 1801 w Warszawie do klasztoru sakramentek na Nowym Mieście. Tu złożyła śluby wieczyste i objęła w 1802 obowiązki mistrzyni pensji jako siostra Maria Józefa od Miłosierdzia Bożego. W 1804 uciekła przed wojskami napoleońskimi do Anglii.
Ludność francuska licznie osiedlała się w Warszawie już od 1792 roku, a nasiliło się to po przybyciu króla Ludwika XVIII. Oprócz członków rodziny królewskiej przyjechali dworzanie i duchowieństwo, a także karierowicze, szulerzy, stręczyciele itp., których zachowanie często wywoływało skandal. W latach 1803–1809 liczba Francuzów w Warszawie wynosiła około 202 osoby. W zakonie św. Benona mieszkało czterech ojców francuskiego pochodzenia (Lenoir, Mercier, Passerat i Vennelet), którzy głosili kazania swoim rodakom po francusku.

### Księstwo Warszawskie i Królestwo Kongresowe
Istniejące w latach 1807–1815 Księstwo Warszawskie było państwem marionetkowym I Cesarstwa Francuskiego pod ścisłą kontrolą francuskich rezydentów i dowódców wojskowych. Przy Radzie Ministrów Księstwa stale rezydowali komisarze francuscy, którzy czuwali nad wypełnianiem przez administrację Księstwa dyrektyw cesarskich, przysyłanych z Paryża. Zwiększył się handel z Francją, dzięki obniżeniu ceł na towary z tego kraju do 1%. Francuskie mieszczaństwo w Polsce świetnie prosperowało, czego przykładem był Antoni Chevalier z Warszawy, zamożny kupiec i finansista.
Królestwo Polskie (kongresowe) było nadal dla Francuzów krajem wielu możliwości, np. baron I Cesarstwa, Francuz z Szampanii, ziemianin osiadły w Polsce Piotr Galichet zaprosił Philippe’a de Girarda w 1825, aby przyjechał do Królestwa i tu unowocześniał urządzenia mechaniczne w kopalniach i hutach. Girard przebywał w Polsce do 1844, a od jego nazwiska wzięło nazwę miasto Żyrardów.

## II Rzeczpospolita
Francja była jednym z najważniejszych źródeł inwestycji i pożyczek zagranicznych w międzywojennej Polsce, dostarczającym pieniędzy na wyposażenie armii, kluczowe przedsięwzięcia infrastrukturalne i finansującym znaczną część przemysłu, zwłaszcza wydobywczego. Ceną tego było uzależnienie polityczne i gospodarcze Polski od Francji. W Polsce mieszkali wówczas nieliczni pracownicy i kierownicy przedsiębiorstw francuskich.

## Współcześnie
Obecnie na terenie Polski działa blisko 1,1 tys. firm z przewagą kapitału francuskiego. W Polsce mieszka około 8 tysięcy Francuzów, w większości przybyłych tutaj w latach 1990. Są wśród nich finansiści, nauczyciele, wykładowcy, właściciele i kierownicy firm, szefowie restauracji i piekarni, księgowi itp. Wiele polskich rodzin ma pochodzenie francuskie; wskazują czasem na to ich nazwiska np. Bouchard, Bontemps, Dubois, Papée, Thommée, de Virion.

## Ważniejsi Francuzi w Polsce
- Henryk Walezy – król Polski 1573–1575
- Ludwika Maria Gonzaga – królowa Polski 1645–1648 i 1649–1667
- Maria Kazimiera d’Arquien – królowa Polski 1674–1696
- Ludwik XVIII – król Francji i Nawarry, w latach 1801–1804 mieszkał w Warszawie
- Philippe de Girard – inżynier i wynalazca
- Mikołaj Chopin, właśc. Nicolas Chopin – nauczyciel języka francuskiego, ojciec Fryderyka Chopina
- Karol August Dubois, oficer armii napoleońskiej, który po 1812 r. aż do śmierci pracował jako nauczyciel gimnazjalny w Polsce
- Pierre Denis Guibaut, architekt tworzący w Galicji
- François Arveuf, architekt
- Claude Callot, artysta malarz
- Jan Piotr Norblin, wł. Jean-Pierre Norblin de La Gourdaine – malarz, rysownik i grafik
- Pierre Ricaud de Tirregaille – architekt okresu rokoko, czynny w Warszawie, Białymstoku i Lwowie
- Piotr Stoiński, właśc. Pierre Statorius, autor pierwszego podręcznika gramatyki języka polskiego
- Bernard Vacqueret – major i nauczyciel